# Agaue
Agaue (лат.) — род морских тромбидиформных клещей семейства Halacaridae из надотряда Acariformes.

## Описание
Морские клещи микроскопических размеров. Длина тела около 1 мм (320—1600 мкм). Отличаются следующими признаками: ноги с ламеллами, рострум в основании с ламеллой, голень первой пары ног без шиповидной щетинки, имеют более 10 перигенитальных щетинок. Пальпы четырёхчлениковые. Из четырех пар ног две передние обращены вперед, а две — назад. Относительно короткие ноги имеют шесть сегментов. Тело слабо склеротизовано.
Известны одна личиночная и две нимфальные стадии. Большинство из 40 описанных видов зарегистрировано в южном полушарии, как в тропических, так и в умеренных и полярных водах. Представители этого рода обитают в диапазоне глубин от приливной зоны до абиссальной.

## Классификация
Около 40 видов. Род входит в состав подсемейства Halixodinae Viets, 1927.
- Agaue abyssorum  (Trouessart, 1896)
- Agaue adriatica  Viets, 1940
- Agaue agauoides  (Lohmann, 1907)
- Agaue aliena  Otto, 1999[5]
- Agaue arubaensis  Bartsch, 1984
- Agaue bella  Otto, 1999[5]
- Agaue brevipes  Bartsch, 1999
- Agaue californica  (Hall, 1912)
- Agaue chevreuxi (Trouessart, 1889)
- Agaue circellaris  Bartsch, 1999
- Agaue corollata  Bartsch, 1978
- Agaue debilis  (Lohmann, 1907)
- Agaue galatea  Otto, 1999[5]
- Agaue hamiltoni Womersley, 1937
- Agaue heterunguis  Newell, 1984
- Agaue hirtella  Bartsch, 1982
- Agaue hispida  (Lohmann, 1893)
- Agaue hypertrophica  (Lohmann, 1893)
- Agaue insignata  Bartsch, 1979
- Agaue kurilensis  Makarova, 1977[6]
- Agaue laeviunguis  Chang & Chatterjee, 2006
- Agaue longiseta  Newell, 1951
- Agaue magellanica Newell, 1971
- Agaue marginata Viets, 1950
- Agaue nationalis  (Lohmann, 1893)
- Agaue obscura  Bartsch, 1987
- Agaue panopae  (Lohmann, 1893)
- Agaue parva  (Chilton, 1883)
- Agaue plutonia  Bartsch, 1996
- Agaue polynesia  Bartsch, 1992
- другие